# Xã Jennings, Quận Putnam, Ohio
Xã Jennings (tiếng Anh: Jennings Township) là một xã thuộc quận Putnam, tiểu bang Ohio, Hoa Kỳ. Năm 2010, dân số của xã này là 1.978 người.